# Späd skorpionmossa
Späd skorpionmossa (Scorpidium cossonii) är en bladmossart som beskrevs av Lars Hedenäs 1989. Enligt Catalogue of Life ingår Späd skorpionmossa i släktet skorpionmossor och familjen Amblystegiaceae, men enligt Dyntaxa är tillhörigheten istället släktet skorpionmossor och familjen Calliergonaceae. Arten är reproducerande i Sverige. Inga underarter finns listade i Catalogue of Life.